# 竹中平藏
竹中平藏（1951年3月3日— ），生於日本和歌山縣和歌山市，經濟學者與政治人物。是小泉政權重要的閣員之一。

## 生平
一橋大學經濟學部畢業。討論發表會是國際經濟學之佐藤討論發表會。大阪大學經濟學博士。博士論文是『日本経済の国際化と企業投資』。1982年，大藏省財政金融研究室研究員。慶應義塾大学綜合政策學部教授。關西大學教授。
2001年4月的第1次小泉內閣 經濟財政政策擔當大臣和IT擔當大臣。
2002年9月，小泉第一改造內閣 經濟財政政策擔當大臣留任，金融擔當大臣也兼職。
2004年9月，第二次小泉改造內閣 內閣府特命擔當大臣（經濟財政政策），郵政民營化擔當大臣。
2005年10月，第三次小泉改造內閣 總務大臣兼郵政民營化擔當大臣。

## 主张
竹中平藏在接受《南风窗》采访时表示希望中国政府今后应该更多放权给市场，减少对于企业的补贴并且尽快处理不良债务问题。“中国政府应该乘着现在经济成长势头还算不错的时期，赶紧着手于这个问题。还是那句话，越快越好！”。

## 著作

### 译作
- 竹中平藏著；朱瑀等译《大家的经济学》（中国海关出版社出版，2004年5月）
- 竹中平藏著；王泺译《明天的经济学》（中国海关出版社出版，2004年5月）
- 竹中平藏著；林光江译《竹中平藏解读日本经济与改革》（新华出版社，2010年7月）
- 竹中平藏，船桥洋一编著；林光江等译《日本3.11大地震的启示 复合型灾害与危机管理》（新华出版社，2012年3月）
- 竹中平藏著；周维宏，刘彬洁译者《阻碍日本复兴的30个谎言》（东方出版社，2013年1月）
- 竹中平藏著；范薇等译《读懂改革逻辑 竹中平藏的实践经济学》（浙江大学出版社，2014年9月）

## 脚注
1. ↑  胡万程，尤一唯，王家远“处理债务风险，中国越快越好！”《南风窗》2018年第11期。

| 前任： 麻生太郎 | 日本总务大臣 2005年到2006年 | 繼任： 菅义伟 |